# Альбиано
Альбиано (итал. Albiano) — коммуна в Италии, расположена в автономной области Трентино-Альто-Адидже, подчиняется административному центру Тренто.
Население коммуны, на 01.01.2024 года, составляет 1523 человека, плотность населения — 156,86 чел./км². Коммуна занимает площадь 9,71 км². Почтовый индекс — 38041. Телефонный код — 0461.
Покровителем коммуны почитается священномученик Власий Севастийский, день памяти ежегодно отмечается 3 февраля.

## Климат
Согласно климатической классификации итальянских муниципалитетов, Альбиано входит в климатическую зону F, количество градусо-дней составляет 3395.

## Демография
Динамика населения

## Города-побратимы
- Риу-дус-Седрус, Бразилия (2008)

## Администрация коммуны
Главой коммуны является мэр Маурицио Джилли, с 4 мая 2025 года.